# Maria de la Pau de Borbó
Maria de la Pau de Borbó (Madrid 1862 - Múnic 1946) va ser infanta d'Espanya amb el tractament d'altesa reial que, per matrimoni, esdevingué princesa de Baviera.
Nascuda al Palau Reial de Madrid el dia 23 de juny de l'any 1862, era filla de la reina Isabel II d'Espanya i del príncep consort Francesc d'Assís d'Espanya. La princesa era neta per via paterna de l'infant Francesc de Paula d'Espanya i de la princesa Lluïsa Carlota de Borbó-Dues Sicílies mentre que per via materna ho era del rei Ferran VII d'Espanya i de la princesa Maria Cristina de Borbó-Dues Sicílies. Patí la debilitat en la salut característica dels fills de la reina Isabel com a conseqüència que els avis de la infanta eren germans, a part dels molts lligams històrics entre la Casa de Borbó i la de Borbó-Dues Sicílies.
El 2 d'abril de l'any 1883, la infanta contragué matrimoni amb el príncep Lluís Ferran de Baviera. Lluís Ferran era fill del príncep Adalbert de Baviera i de la infanta Amàlia d'Espanya i era alhora net del rei Lluís I de Baviera i besnet del rei Carles IV d'Espanya. La parella s'instal·là al Palau de Nyphenburg als afores de Múnic i tingueren tres fills:
- SAR el príncep Ferran de Baviera nascut el 1884 a Múnic i mort el 1958 a Madrid. Es casà amb la infanta Maria Teresa d'Espanya.

- SAR el príncep Adalbert de Baviera, nascut el 1886 a Múnic i mort el 1970. Es casà amb la comtessa Auguste von Seefried.

- SAR la princesa Maria del Pilar de Baviera, nascuda el 1891 a Múnic i morta el 1987.

Arran de la caiguda del Regne de Baviera, junt amb la resta de monarquies alemanyes l'any 1918 després de la Primera Guerra Mundial continuaren vivint al Palau de Nyphenburg que no abandonaren fins a la seva mort.
Com altres dones de la monarquia espanyola, Maria de la Pau de Borbó es va formar en belles arts. Va ser deixeble del pintor Carlos Múgica i el 1881 va exposar a la Sala Hernández les obres El puerto de Comillas i Mi único modelo. També va participar en l'Exposició Universal de Barcelona de 1888 amb pintures i dibuixos.